# Velička (Familienname)
Velička ist ein litauischer und tschechischer männlicher Familienname.

## Namensträger
- Andrius Velička (* 1979), litauischer Fußballspieler
- Domininkas Velička (1940–2022), litauischer Physiker und Politiker
- Marijus Velička (*  1979), litauischer Politiker und Jurist
- Petr Velička (* 1967), tschechischer Schachmeister

## Litauische weibliche Formen
- Veličkaitė (ledig)
- Veličkienė (verheiratet)